# John Herrington
John Bennett Herrington (Wetumka, 14 settembre 1958) è un ex astronauta e imprenditore statunitense.
È membro della Nazione Chickasaw ed è stato il primo astronauta nativo americano della storia.
Herrington è nato in Oklahoma ed ha due figli. Nel 1984 ha conseguito un bachelor in matematica presso l'Università del Colorado a Colorado Springs. Successivamente si è arruolato come ufficiale pilota della Marina degli Stati Uniti d'America, in particolare dei Lockheed P-3 Orion. 
Nell'aprile del 1996 è stato selezionato come astronauta dalla NASA e per due anni ha seguito l'addestramento al Johnson Space Center dopo il quale è stato qualificato come specialista di missione. Ha volato con lo Shuttle nella missione STS-113 partita il 24 novembre 2002 e diretta verso la Stazione spaziale internazionale nel corso della quale Herrington ha compiuto tre passeggiate spaziali per un totale di 19 ore e 55 minuti. È rientrato sulla Terra il 7 dicembre 2002. È stato il primo nativo americano a volare nello spazio.